# Маунтен-В'ю (Гаваї)
Маунтен-В'ю (англ. Mountain View) — переписна місцевість (CDP) в США, в окрузі Гаваї штату Гаваї. Населення — 4215 осіб (2020).

## Географія
Маунтен-В'ю розташований за координатами 19°32′17″ пн. ш. 155°11′18″ зх. д. / 19.53806° пн. ш. 155.18833° зх. д. (19.538010, -155.188243).  За даними Бюро перепису населення США в 2010 році переписна місцевість мала площу 144,42 км², з яких 144,41 км² — суходіл та 0,01 км² — водойми.

### Клімат
| Клімат : Маунтен-В'ю  | Клімат : Маунтен-В'ю | Клімат : Маунтен-В'ю | Клімат : Маунтен-В'ю | Клімат : Маунтен-В'ю | Клімат : Маунтен-В'ю | Клімат : Маунтен-В'ю | Клімат : Маунтен-В'ю | Клімат : Маунтен-В'ю | Клімат : Маунтен-В'ю | Клімат : Маунтен-В'ю | Клімат : Маунтен-В'ю | Клімат : Маунтен-В'ю | Клімат : Маунтен-В'ю |
| Показник              | Січ.                 | Лют.                 | Бер.                 | Квіт.                | Трав.                | Черв.                | Лип.                 | Серп.                | Вер.                 | Жовт.                | Лист.                | Груд.                | Рік                  |
| Середній максимум, °C | 23,8                 | 23,4                 | 23,0                 | 23,2                 | 23,9                 | 24,9                 | 25,1                 | 25,6                 | 25,9                 | 25,7                 | 24,4                 | 23,6                 | 24,4                 |
| Середній мінімум, °C  | 13,8                 | 13,7                 | 14,0                 | 14,7                 | 15,2                 | 15,8                 | 16,4                 | 16,7                 | 16,3                 | 16,1                 | 15,5                 | 14,4                 | 15,2                 |
| --------------------- | -------------------- | -------------------- | -------------------- | -------------------- | -------------------- | -------------------- | -------------------- | -------------------- | -------------------- | -------------------- | -------------------- | -------------------- | -------------------- |

## Демографія
Згідно з переписом 2010 року, у переписній місцевості мешкали 3924 особи в 1318 домогосподарствах у складі 966 родин. Густота населення становила 27 осіб/км².  Було 1510 помешкань (10/км²).
Расовий склад населення:
| - 24,9 % — білих - 16,0 % — азіатів - 9,9 % — вихідців з тихоокеанських островів - 0,7 % — корінних американців - 0,4 % — чорних або афроамериканців - 1,7 % — осіб інших рас |

До двох чи більше рас належало 46,4 %. Частка іспаномовних становила 20,4 % від усіх жителів.
За віковим діапазоном населення розподілялося таким чином: 29,6 % — особи молодші 18 років, 60,7 % — особи у віці 18—64 років, 9,7 % — особи у віці 65 років та старші. Медіана віку мешканця становила 34,3 року. На 100 осіб жіночої статі у переписній місцевості припадало 96,9 чоловіків;  на 100 жінок у віці від 18 років та старших — 95,3 чоловіків також старших 18 років.
Середній дохід на одне домашнє господарство  становив 54 931 долар США (медіана — 48 317), а середній дохід на одну сім'ю — 66 939 доларів (медіана — 54 453). За межею бідності перебувало 34,9 % осіб, у тому числі 48,2 % дітей у віці до 18 років та 18,2 % осіб у віці 65 років та старших.
Цивільне працевлаштоване населення становило 1185 осіб. Основні галузі зайнятості: освіта, охорона здоров'я та соціальна допомога — 22,7 %, будівництво — 18,6 %, мистецтво, розваги та відпочинок — 11,8 %, публічна адміністрація — 11,3 %.